# Chagres (huyện)
Huyện Chagres là một huyện (distrito) thuộc tỉnh Colón ở Panama. Theo điều tra dân số năm 2000, huyện này có dân số 9191 người. Huyện Chagres có diện tích 446 km². Huyện lỵ đóng tại Nuevo Chagres.